# Österreichische Botschaft Kyjiw
Die Österreichische Botschaft Kyjiw (ukrainisch Посольство Австрійської Республіки в Україні Posolstwo Awstrijskoji Respubliky w Ukrajini) in der ukrainischen Hauptstadt Kyjiy ist der Sitz der diplomatischen Vertretung der Republik Österreich für die Ukraine (Ukrajina).

## Geschichte
Die linksufrige Ukraine (in Bezug auf den Fluss Dnepr) gehörte zum Russischen Zaren-/Kaiserreich, die rechtsufrige zu Polen-Litauen. Mit der Teilung Polens 1795 kamen die Bukowina und Galizien und Lodomerien(Wolhynien) an Österreich, wo sie eigenständige Kronländer darstellten und bis zum Ersten Weltkrieg zum Österreichischen Reichsteil gehörte. Daher sind Österreich und die Westukraine historisch eng verbunden. Für die anderen Teile des heutigen Staates lief die Diplomatie über die Gesandtschaften in Warschau und in Sankt Petersburg. Nach 1918 gehörte es zur Sowjetunion, zuständig war die Botschaft Moskau.
Nach dem Zerfall der Sowjetunion wurde der Staat August 1991 (formaliter Dezember) unabhängig. Schon am 26. September 1991 beschlossen die Ukraine und Österreich in New York ein gemeinsames Kommuniqué über die Errichtung gegenseitiger konsularische Beziehungen.
Am 24. Jänner 1992 wurden die diplomatischen Beziehungen zwischen den Staaten aufgenommen.
Eröffnet wurde die Österreichische Botschaft am 24. Jänner 1992.
Ab dem 21. August 2019 war Gernot Pfandler, in Nachfolge von Hermine Poppeller, österreichischer Botschafter in der Ukraine. Seit August 2022 ist Arad Benkö der Botschafter.
Die Eigenschreibweise der österreichischen Botschaft in der ukrainischen Hauptstadt wurde am 8. April 2022 von „Kiew“ in „Kyjiw“ geändert. Auslöser war der Russische Überfall auf die Ukraine 2022. Während der Kampfhandlungen in der Hauptstadt wich die Botschaft nach Uschhorod aus.

## Organisation
Die österreichische Botschaft in Kiew befindet sich auf der Wulyza Iwan Franko 33, unweit der Taras-Schewtschenko-Universität.
Auf Grund der Kampfhandlungen rund um Kyjiw im Rahmen des Russischen Überfalls auf die Ukraine 2022 wurde die Österreichische Botschaft vorübergehend in die Außenstelle Uschhorod (Mynaiska Str. 14 B, UA- 88018 Uschhorod) verlegt.
Zur Botschaft gehören auch:
- Österreichisches Kulturforum Kyjiw
- Büro des polizeilichen Verbindungsbeamten des Österreichischen Innenministeriums für die Ukraine  (Polizeiattaché)
- Büro des Österreichischen Verteidigungsattachés für Ukraine, Georgien und Republik Moldau

Weitere diplomatische Stellen:
- AußenwirtschaftsCenter Kyjiw[8]
- Honorarkonsulat Charkiw:[9] Konsularbezirk: Oblast Charkiw
- Honorarkonsulat Czernowitz (Tschernowitz):[10] Konsularbezirk: Oblast Tscherniwzi
- Honorarkonsulat Lemberg (Lwiw):[11] Konsularbezirk: Oblaste Iwano-Frankiwsk, Chmelnyzkyj, Lwiw, Riwne, Ternopil, Wolyn, Sakarpattja
- OeAD-Kooperationsbüro Lemberg (Austauschdienst)
- Honorarkonsulat Odessa:[12] Konsularbezirk: Oblast Odessa
- Österreichische Beauftragte für Bildungskooperation in Odessa (Kulturattaché) des Unterrichtsministeriums / KulturKontakt Austria, an der Nationalen Polytechnischen Universität Odessa (ONPU)